# آلن موریس (بازیکن فوتبال)
آلن موریس (انگلیسی: Alan Morris; ۱۵ ژوئیهٔ ۱۹۵۴ – ۳۱ دسامبر ۱۹۹۸) بازیکن فوتبال اهل بریتانیا بود.